# 工藤吉三
工藤 吉三（くどう よしみ、1983年5月15日 - ）は、埼玉県出身の作曲家。尚美学園大学音楽表現学科卒業。2024年にベイシスケイプ所属から独立。

## 概略
音楽制作会社ベイシスケイプで主にゲーム音楽を作曲、音楽ディレクター業も行う。社内のクリエイターによって結成されたバンド「リブストロー」でギター及びリーダーを担当。

## 主な作品
- 2008年
  - トリノホシ 〜Aerial Planet〜 イメージソング （ベイシスケイプ メンバーと共同）
  - オンライン☆ちゃんねる「名将リバーシ」 （同上）
  - BLEACH ～ヒート・ザ・ソウル5～ （同上）
  - 怒首領蜂 大復活 （同上）
  - ジグソーワールド～大激闘! ジグバトル・ヒーローズ～（同上）
  - アドベンチャー・ポータル「みずのおと、夏の足跡」（同上）
  - Lの季節 〜A piece of memories〜 （同上）
  - オンライン☆ちゃんねる「博士と麻雀」 （同上）
  - 資生堂ビューティーソリューション開発センター監修プロジェクト ビューティー （同上）
  - Fate/unlimited codes （同上）
- 2009年
  - 朧村正 （同上）
  - デススマイルズII～魔界のメリークリスマス～ （同上）
  - BLEACH ～ヒート・ザ・ソウル6～ （同上）
  - エルミナージュII 〜双生の女神と運命の大地〜 （同上）
  - 鉄拳6 （同上）
  - NHK紅白クイズ合戦 （同上）
- 2010年
  - 怒首領蜂 大復活ブラックレーベル（同上）
  - 大人の恋愛小説 DSハーレクインセレクション （同上）
  - 絶対ヒーロー改造計画 （同上）
  - デススマイルズII X （同上）
  - 武装神姫 BATTLE MASTERS（同上）
  - BLEACH ～ヒート・ザ・ソウル7～ （同上）
  - ザックとオンブラ まぼろしの遊園地 （同上）
  - クリミナルガールズ （同上）
- 2011年
  - オトメディウス エクセレント （同上）
  - 鉄拳 ブラッド・ベンジェンス （同上）
  - 武装神姫バトルマスターズ Mk.2 （同上）
  - グランナイツヒストリー（同上）
- 2012年
  - 電波人間のRPG （同上）
  - 電波人間のRPG 2 （同上）
- 2013年
  - GITADORA
  - 真剣で私に恋しなさい!A-2 （ベイシスケイプ メンバーと共同）
  - 電波人間のRPG 3 （同上）
  - 朧村正（同上）
    - 元禄怪奇譚
    - 津奈缶猫魔稿
- 2014年
  - GITADORA OverDrive
  - 電波人間のRPG FREE!（ベイシスケイプ メンバーと共同）
- 2015年
  - ルミナスアーク インフィニティ （同上）
  - GITADORA Tri-Boost
  - グランキングダム（ベイシスケイプ メンバーと共同）
  - メタルサーガ 〜荒野の方舟〜
- 2016年
  - オーディンスフィア レイヴスラシル（ベイシスケイプ メンバーと共同）
  - 雷電V
  - STEEL COMBAT（ベイシスケイプ メンバーと共同）
  - 追憶の青 （同上）
  - 真剣で私に恋しなさい!Aパッケージ （同上）
- 2017年
  - GITADORA Tri-Boost Re:EVOLVE
  - パチスロおそ松くん
  - アラド：宿命の門 THE FATE OF ARAD （ベイシスケイプ メンバーと共同）
  - GITADORA Matixx
  - 雷電V Director's Cut
  - CARAVAN STORIES（ベイシスケイプ メンバーと共同）
- 2018年
  - GITADORA EXCHAIN
  - 妖神記（ベイシスケイプ メンバーと共同）
  - 神無月（同上）
  - パチスロ 戦場のヴァルキュリア
- 2019年
  - 十三機兵防衛圏 プロローグ（ベイシスケイプ メンバーと共同）
  - CARAVAN STORIES　PS4（同上）
  - 最果てのバベル（同上）
  - カラドリウス ブレイズ（Nintendo Switch) （同上）
  - 雷電V Director's Cut (Nintendo Switch)
  - 十三機兵防衛圏（ベイシスケイプ メンバーと共同）
  - ディシディア ファイナルファンタジー4周年記念アレンジBGM
- 2020年
  - 十三機兵防衛圏アジア版（ベイシスケイプ メンバーと共同）
  - ミストトレインガールズ～霧の世界の車窓から～（同上）
  - 十三機兵防衛圏欧米版（同上）
  - Shining Beyond （同上）

- 2021年
  - 無職転生～ゲームになっても本気だす～（同上）
  - OH! MOCHI!

- 2022年
  - ELDEN RING（フロムソフトウェア メンバーと共同）
  - 陰の実力者になりたくて！マスターオブガーデン（ベイシスケイプ メンバーと共同）
  - グリムグリモア OnceMore（同上）
  - タクティクスオウガ リボーン（同上）

- 2023年
  - アリス・ギア・アイギス（同上）
  - 雀魂 -じゃんたま-（同上）
- 2024年
  - ユニコーンオーバーロード（同上）

## 出演イベント
- 2013年7月23日 -東京ゲー大2013[1]